# Kanone (Heraldik)

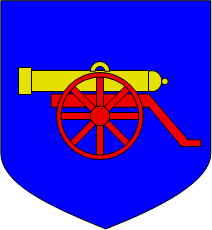
Kanone, stilisiert; heraldisches Muster

Die Kanone, auch gelegentlich als Geschütz im Wappen beschrieben, ist eine Wappenfigur in der Heraldik der neueren Zeit.

## Darstellung und Verwendung
Dargestellt wird fast ausnahmslos die Waffe aus der Anfangszeit, als die Munition noch die Kugelform hatte.
Die Wappenfigur ist in der schwedischen und russischen Heraldik öfters zu finden, beispielsweise im Wappen von Smolensk, in Bezug auf den ersten Kanonenschuss Russlands 1393, im Wappen findet sie sich seit dem 17. Jahrhundert.
In deutschen Wappen kommt sie nur in Familienwappen nach 1850 von Offizieren und Generälen vor, die an den Kriegen der Folgezeit teilnahmen. Die Aufnahme im Wappen sollte ihre Taten aufbessern.
Häufiger ist diese Wappenfigur auf den Symbolen von Traditions- und Schützenvereinen, nahezu sprechend allgemein üblich ist sie in den Abzeichen militärischer Verbände der Artillerie. Vereinzelt symbolisiert sie, wie andere Waffen auch, örtliche Rüstungsindustrie.
Die Darstellung der Waffe im Wappen hat zwei grundsätzliche Formen. Einmal nur das Geschützrohr vorwiegend nach rechts zielend und das andere Mal ein Geschützrohr mit Lafette. Die Tingierung ist variabel und Details werden stark vereinfacht. Der Freiraum im Wappen wird mit gestapelter Munition in Form von Kugeln oft aufgefüllt.
Die Kanone wird auch außerhalb vom Wappenschild als Armatur genommen. Ein Beispiel ist das Wappen von Haiti.

## Beispiele

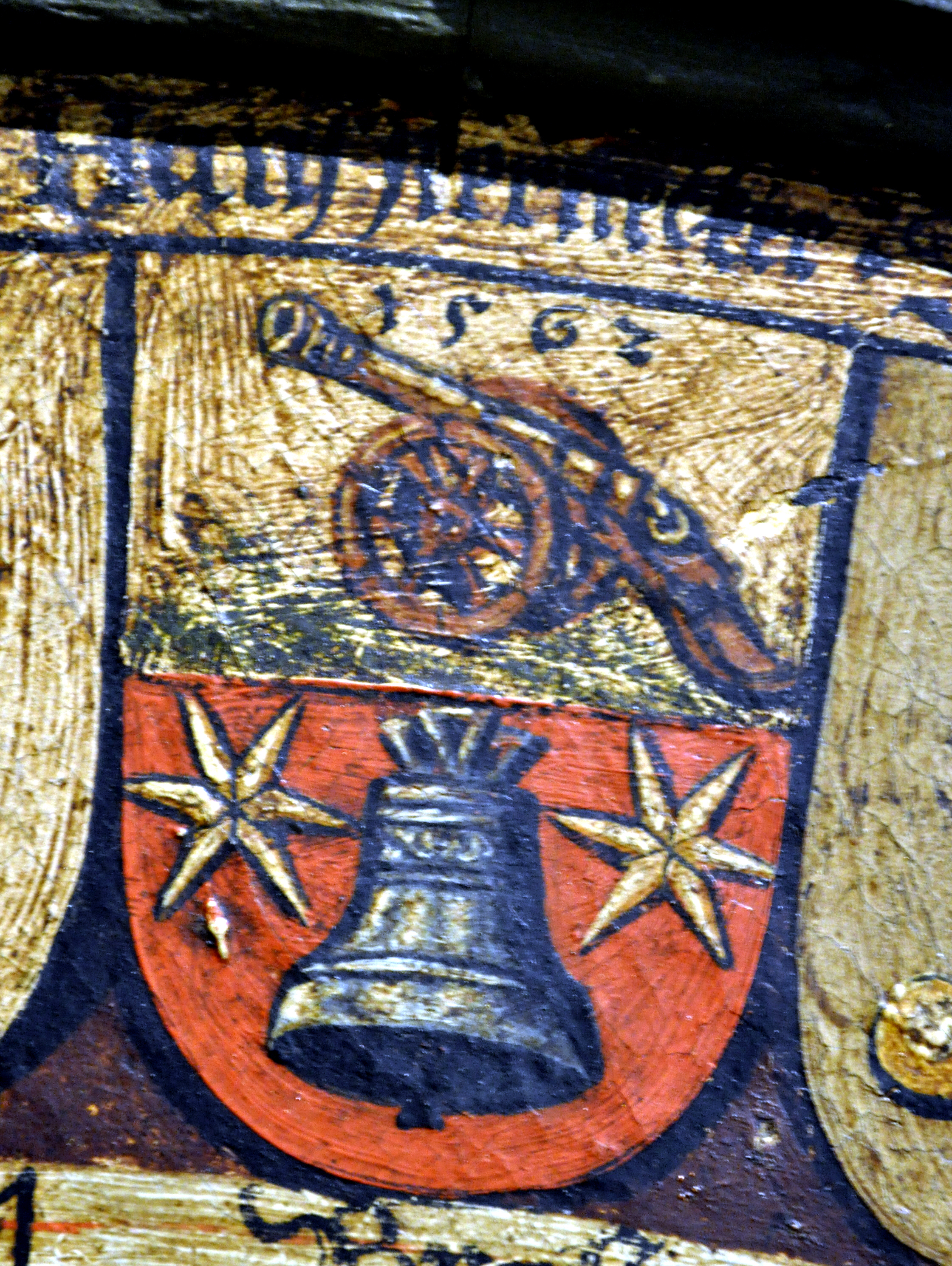
Meistertafel der Schmiedezunft Ravensburg (ab 1505), Detail Hans Pernecker, 1562: Kanone (Eisengießer) und Glocke (Buntgießer)

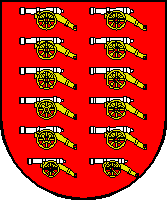
Cizúrquil, Provinz Gipuzkoa, Spanien: In Rot zwölf Kanonen
Gondomar, Provinz Pontevedra, Spanien: Gekreuzte Schwerter über einer Kanone
Departamento del Atlántico, Kolumbien: Eine natürlich dargestellte Kanone
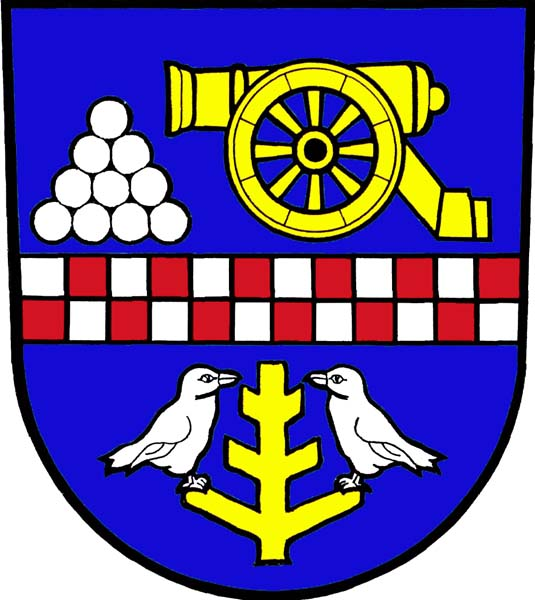
Malá Morávka, Tschechien: Kanone und zehn Kugeln
Pornic, Frankreich, Département Loire-Atlantique (altes Wappen): Ein Anker, gekreuzt belegt mit einem Kanonenrohr
Joroinen, Finnland: Ein Stierkopf, herum drei Kanonenkugeln (1 und 2)
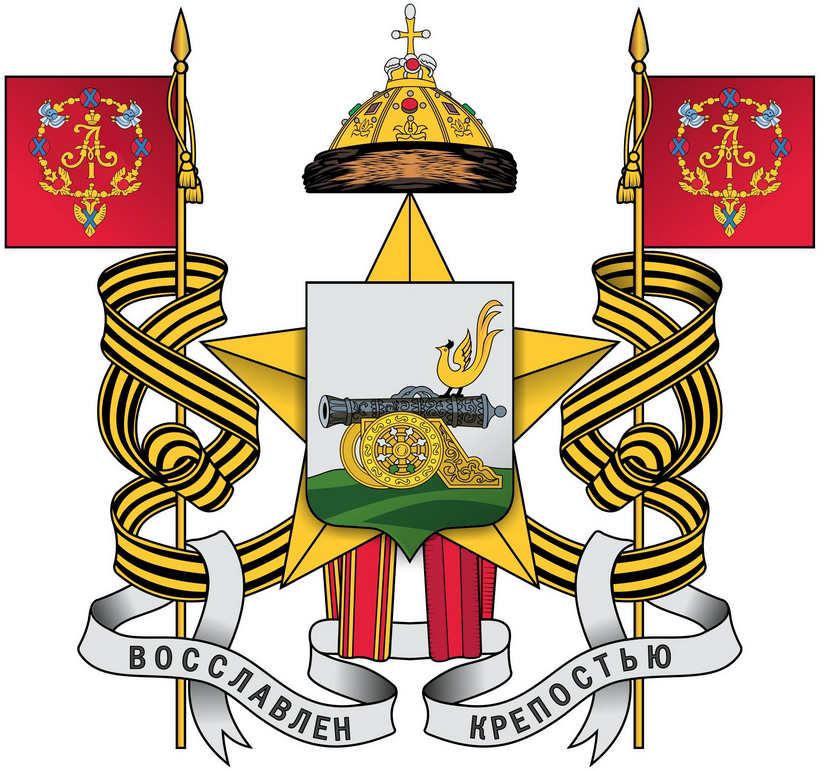
Wappen von Smolensk, Russland: In Silber eine Kanone, darauf der Vogel Gamajun
Vlagtwedde, Niederlande: mit Garbe – die Kanone steht für die nahe Festung Bourtange

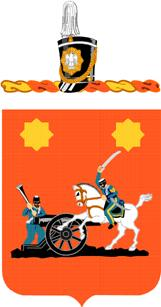
United States Army 2nd Cavalry Regiment: US-Dragoner, beritten auf weißem Pferd und den Säbel schwingend, eine mexikanische Feldkanone angreifend, vom Kanonier mit dem Ladestock verteidigt, in natürlichen Farben (Erinnerung an eine historische Heldentat)

Militärheraldik
Artillerieregiment Småland, Schwedische Armee: Gekreuzte Kanonenrohre als Armatur/Schildhalter (der Löwe trägt eine Armbrust)